# Eric Burman
För andra med samma namn, se Erik Burman
Eric Burman, född 23 september 1692 i Bygdeå, död 3 november 1729 i Uppsala, var en svensk matematiker, meteorolog, astronom, domkyrkoorganist och director musices

## Biografi
Eric Burman var son till kyrkoherden Jacob Laurentii Burman och Kristina Bozaea samt brorson till riksdagsmannen Abraham Laurentii Burman. Han föddes i Bygdeå, där fadern var kyrkoherde. Han studerade vid skolan i Piteå, inskrevs vid men besökte ej  Härnösands gymnasium och antogs vid Uppsala universitet 1707. Studierna försenades av ett svårläkt benbrott. Han hade flera framstående lärare, bland dem Petrus Elvius, Johannes Vallerius och Nils Celsius. Vid universitetet var också Johannes Reftelius verksam som professor, och han blev 1721 Burmans svärfar.
Benbrottet ledde till att Burman inte kunde idrotta som hans jämnåriga och han ägnade sig därför åt musik med Anders Zellbell som klaverlärare, Christian Zellinger som lärare i instrumentalmusik, och Harald och Johannes Vallerius som lärare i musikteori. Han orerade 1712 med De laude musices och disputerade första gången 1715 för Elvius (Specimen mathematicum de proportione harmonica) och andra gången 1716 för Johannes Vallerius (Disputatio altera de proportione harmonica). 1716 blev han filosofie magister. Efter en tjänst som lärare i matematik i Stockholm återkom han till universitetet som adjunkt 1719. Samma år deltog han i stiftandet av Kungliga Vetenskaps-Societeten i Uppsala och var dess första sekreterare.
Samtidigt utvecklade Burman sitt intresse för astronomi. Astronomin i Uppsala hade förfallit efter Anders Spoles död, och det observatorium som denne inrättat i sitt hem hade förstörts i stadsbranden 1702. Burman brevväxlade med den italienske astronomen Giovanni Domenico Cassini i Paris, som hjälpte honom med förslag till ett nytt observatorium. Burman fick stöd för sina planer av Erik Benzelius den yngre, som övertalade riksdagen att upplåta en av slottsrundlarna till observatorium. Det hela stupade dock av finansiära skäl då universitetet saknade erforderliga medel och observatoriet kom inte att bli verklighet förrän med Anders Celsius, som var hans student.

### Sveriges första regelbundna meteorologiska observationer
De första regelbundna, meteorologiska observationer i svensk historia utfördes av Burman. Han mätte regelbundet temperatur, barometerstånd, vindriktning och andra förändringar i vädret och han strävade med viss framgång efter att sådana observationer skulle företas i hela landet. Burman organiserade verksamheten som så att Sverige till slut hade 14 väderstationer vid hans bortgång. Därmed var han grundare till meteorologin i Sverige. Bland hans meteorologiska arbeten finns uppsatser om månförmörkelser, norrsken och solförmörkelser och han var en föregångsman i Sverige för väderprognoser i sin skrift Väderleksspåman. På grund av sina meteorologiska arbeten invaldes han i Royal astronomical society i London 1728. Hans observationer, Specimen observationum meteorologicicarum Upsaliensium, finns bevarade från 1722 till året före hans död och är publicerade i Acta literaria Sveciæ. Det är de äldsta bevarade meteorologiska journalerna från Sverige. Journalen från år 1722 är dock numrerad som 9 och han torde därför ha börjat observationerna redan 1714, men de tidigaste åren finns inte bevarade. Burman utgav också almanackor från år 1720.
År 1718 avled Christian Zellinger, och Burman sökte och fick 1719 bli hans efterträdare som director musices och organist i Uppsala domkyrka. Därmed var han även ledare för musikundervisningen vid universitet och trivialskolan. Studenten Sven Hof vidareutbildade sig på träblåsinstrument, klaver och fiol och beskrev sedermera hur akademiska kapellet under Burmans tid inte stod efter kungliga hovkapellet i förmåga. Reperetoaren bestod av samtida italienska tonsättare.  Burman avsade sig organistsysslan 1724 när han tillträdde som professor och avsattes som director musices 1727 eftersom han inte fick inneha två statliga tjänster. Hans efterträdare blev Heinrich Christoph Engelhardt. Domkapitlet försökte kompensera honom med en nyinstiftad ställning som inspektor över musiken. Olof Rudbeck och Harald Vallerius hade samlat musicerande studenter och professorer i sina hem och Burman fortsatte traditionen med ett collegium musicum. Han var preses för tre avhandlingar i musik om treklangsharmonier, generalbas och gregoriansk sång. 
När Burmans lärare Nicolaus Celsius avled 1724 var det många stora namn som ansökte om att få efterträda honom som professor i "högre matematik", det vill säga astronomi. Platsen tillföll Burman den 31 oktober, som då hunnit skaffa sig ett grundmurat anseende i Uppsala. Han hann dock inte verka länge på posten innan han avled i november 1729.